# ハライッパイ
『ハライッパイ』は、関ジャニ∞の楽曲。2023年5月10日に関ジャニ∞の48枚目のシングル『未完成』のカップリングとして発売された。

## 概要
- 本曲は、打首獄門同好会のボーカルの大澤敦史からの楽曲提供である[1][2][3][4][5]。
- 本曲に対して楽曲を提供した大澤は、「この（関ジャニ∞）5人じゃないと成り立たない構成」「関ジャニ∞専用曲」と表現しており、「聴くだけでお腹の空く一曲」となっている[1][2][3][4][5]。
- 打首獄門同好会が他アーティストに楽曲提供するのは今回が初めてである[2][3][4][5]。
- 打首獄門同好会とは、関ジャニ∞の冠番組『関ジャム 完全燃SHOW』（テレビ朝日系列）や、自身が主催する音楽フェス『関ジャムFES』での共演を経て交流を深めており、ボーカルの大澤は、2021年の関ジャニ∞のライブツアー『KANJANI'S Re:LIVE 8BEAT』を観覧した際に、長文の感想をTwitterで投稿したこともある[6][7]。
- 今回の楽曲提供の際にも大澤は「関ジャニ∞のバンド形態、この『全員楽器持ってて、全員メイン歌い回せる5人組』これが成立しているのは奇跡と言ってもいい、そんな編成だと感じています。自分も長年バンドやっていますが、リアルにバンド界でも他に例が思い浮かびません」と、関ジャニ∞のロックバンドとしての実力を賞賛しており、「実際にレコーディングしてみて、想像以上に豊かな5色の掛け合い、とても楽しく素晴らしい出来になった」とコメントしている[2][3][4][5]。
- 尚、打首獄門同好会のベースのjunkoは、メンバーの安田章大のファンを公言している[8][9]。
- 2023年4月24日、本曲のリリースを記念し、テレビ情報誌『月刊TVガイド』にて、横山・安田・大澤による対談が掲載された[10][11]。
- 同年5月10日、関ジャニ∞の48thシングル『未完成』初回限定「春」盤のカップリングとして発売された[1][2][3][4][5]。
- 同年5月14日、大澤が立ち会った本曲のレコーディング映像がYouTubeで公開された[12]。
- 2024年6月22日、関ジャニ∞から改名したSUPER EIGHTの冠番組『EIGHT-JAM』の主催音楽フェスティバル『EIGHT-JAM FES』にて、SUPER EIGHTと打首獄門同好会が初めて本曲をコラボレーションで披露した[13]。

## 制作

### 制作の経緯
元々、楽曲を提供した大澤敦史が所属する打首獄門同好会のメンバーでベーシストのjunkoは、安田章大および関ジャニ∞のファンを公言しており、その影響で大澤の関ジャニ∞に対するイメージは「神聖な存在」のイメージだったが、『関ジャム 完全燃SHOW』（テレビ朝日系列）や『関ジャムFES』での共演を経て、実際に関ジャニ∞のライブツアー『KANJANI'S Re:LIVE 8BEAT』を打首獄門同好会のメンバー全員で観に行くと、大澤も「確かにこの人達は魅力的だ」と感じたといい、その際に長文の感想をTwitterに投稿していた。
その後、大澤の中で関ジャニ∞への想いが高まっていた中、別の関ジャニ∞のライブを再び打首獄門同好会のメンバー全員で観に行った際に、横山が大澤に対して「曲を作ってください」とノリで言ったところ、大澤がそれを承諾し、楽曲提供が決まった。
横山のオファー当時、大澤も「（関ジャニ∞に）楽曲提供出来ないかな」と思っていたというが、関ジャニ∞との関わりが前述の共演程度であったため、「こっちからそんなこと（楽曲提供）を言うのはおこがましいかな」と考え、言えていなかったという。
横山と安田は打首獄門同好会の音楽を「音楽はカッコ良いんだけど、言っていることは面白くて。そのギャップが魅力的」と評しており、同曲の楽曲制作にあたり、関ジャニ∞側は「より打首さんらしい色の曲をやりたい」との想いから、打首獄門同好会側には「曲も好きな様にしてください」とオーダーしたという。
大澤は関ジャニ∞のレコーディングにも駆け付けたという。その時の映像がYouTubeにて公開されている。

### 歌詞
打首獄門同好会は「生活密着型」と謳っており、食べ物に関する楽曲が多いため、大澤が「せっかく僕らが曲を提供するんだから、うちらしさを出したい」「関ジャニ∞なら、食べ物の曲も抵抗無く受け入れてくれそう」と考え、他にも打首獄門同好会と関ジャニ∞を繋ぐものを探って行ったが、結局「食べ物」に行き着いたという。尚、安田も個人的に「食べ物の曲をやりたい」と望んでいたという。
同曲のコンセプトは、「好物を歌う」であり、大澤の発案で関ジャニ∞のメンバーに「好物」に関するアンケートを取り、それをもとに制作された。尚、メンバーはアンケートの結果を事前に知らされておらず、歌詞が出来上がった後に初めて知ったという。しかし、各々が知らされない状況でも好物が被ることは無かったという。
大澤が書いた仮の歌詞の段階では、安田のパートが「手羽先」だったが、安田自身があまり手羽先を食べないため、同じ鶏肉でもより安田の好物である「ぼんじり」に変更になった。すると、丸山が「手羽先が好き」と挙げたため、丸山のパートに「手羽先」を採用したところ、どちらも上手い具合にハマったという。また、この焼き鳥に関するパートを制作し、大倉のパートで締めた理由として、大澤の「やっぱ（大倉に）やってもらいたいな」という出来心だったという。
また、丸山のパートでは、歌詞の都合で「あんかけ焼きそば」となっていたが、丸山がレコーディング時に「実際は『黄韮の』あんかけ焼きそばなんですけど」と呟いたのを大澤が聞いており、丸山が試しに「黄韮のあんかけ焼きそば」と歌ってみたところ、無理矢理その部分に収めて歌えたため、それを採用したという。

### 曲調
同曲では変拍子があったり、パートごとに曲のジャンルが変わる様な展開となっており、大澤曰く「カオスとキャッチーの融合」となっている。
これは安田からの注文だったといい、安田は打首獄門同好会の「カンガルーはどこに行ったのか」が好きだったため、この様な曲展開にして欲しかったという。

## クレジット
- 作詞・作曲・編曲：大澤敦史

## 収録作品

### シングル
- 48thシングル『未完成』（初回限定「春」盤）

### 映像作品

#### ライブ映像
- 50thシングル『アンスロポス』（初回限定「冬」盤・初回限定「炎」盤 特典Blu-ray/DVD）
- 23rdライブBlu-ray/DVD『超ARENA TOUR 2024 SUPER EIGHT』

※完（CAN）全生産限定盤の特典Blu-ray/DVD、完（CAN）全生産限定盤・初回限定盤の『SUPER EIGHTアプリ』限定配信特典にも収録。